# Paranotodelphys procax
Paranotodelphys procax is een eenoogkreeftjessoort uit de familie van de Notodelphyidae. De wetenschappelijke naam van de soort is voor het eerst geldig gepubliceerd in 1970 door Stock & Humes.